# Faustverleihung 2012
Die siebte Verleihung des Deutschen Theaterpreises Der Faust fand am 10. November 2012 im Theater Erfurt statt. Kooperationspartner beim Deutschen Theaterpreis sind der Deutsche Bühnenverein, die Kulturstiftung der Länder und die Deutsche Akademie der Darstellenden Künste. Mitveranstalter und Förderer 2012 war der Freistaat Thüringen. Zum zweiten Mal nach 2011 war die Sparkassen-Kulturstiftung Hessen-Thüringen Partner und Förderer der Veranstaltung.

## Kategorien
- Beste Regie im Schauspiel: Martin Kušej, „Die bitteren Tränen der Petra von Kant“, Bayerisches Staatsschauspiel
- Beste darstellerische Leistung im Schauspiel: Burghart Klaußner, Willy Loman in „Tod eines Handlungsreisenden“, St. Pauli Theater Hamburg
- Beste Regie im Musiktheater: Jossi Wieler / Sergio Morabito, „Die glückliche Hand / Schicksal (Osud)“, Oper Stuttgart
- Beste Sängerdarstellerleistung im Musiktheater: Ana Durlovski, Amina in „Die Nachtwandlerin“, Oper Stuttgart
- Beste Choreographie: Martin Schläpfer, „b.09 - Ein Deutsches Requiem“, Ballett am Rhein Düsseldorf Duisburg
- Beste darstellerische Leistung im Tanz: William Moore und Olivier Brusson, „Das Fräulein von S.“, Stuttgarter Ballett
- Beste Regie Kinder- und Jugendtheater: Barbara Bürk, „Alice im Wunderland“, Deutsches Schauspielhaus Hamburg
- Beste Ausstattung Kostüm/Bühne: Barbara Ehnes / Chris Kondek, „Quijote. Trip zwischen Welten“, Thalia Theater Hamburg
- Lebenswerk: Tankred Dorst gemeinsam mit seiner Ehefrau und Co-Autorin Ursula Ehler
- Preis des Präsidenten: Matthias Lilienthal für seine innovativen und prägenden, genre- und länderübergreifenden Programmentwicklungen